# Forte de Tiracol

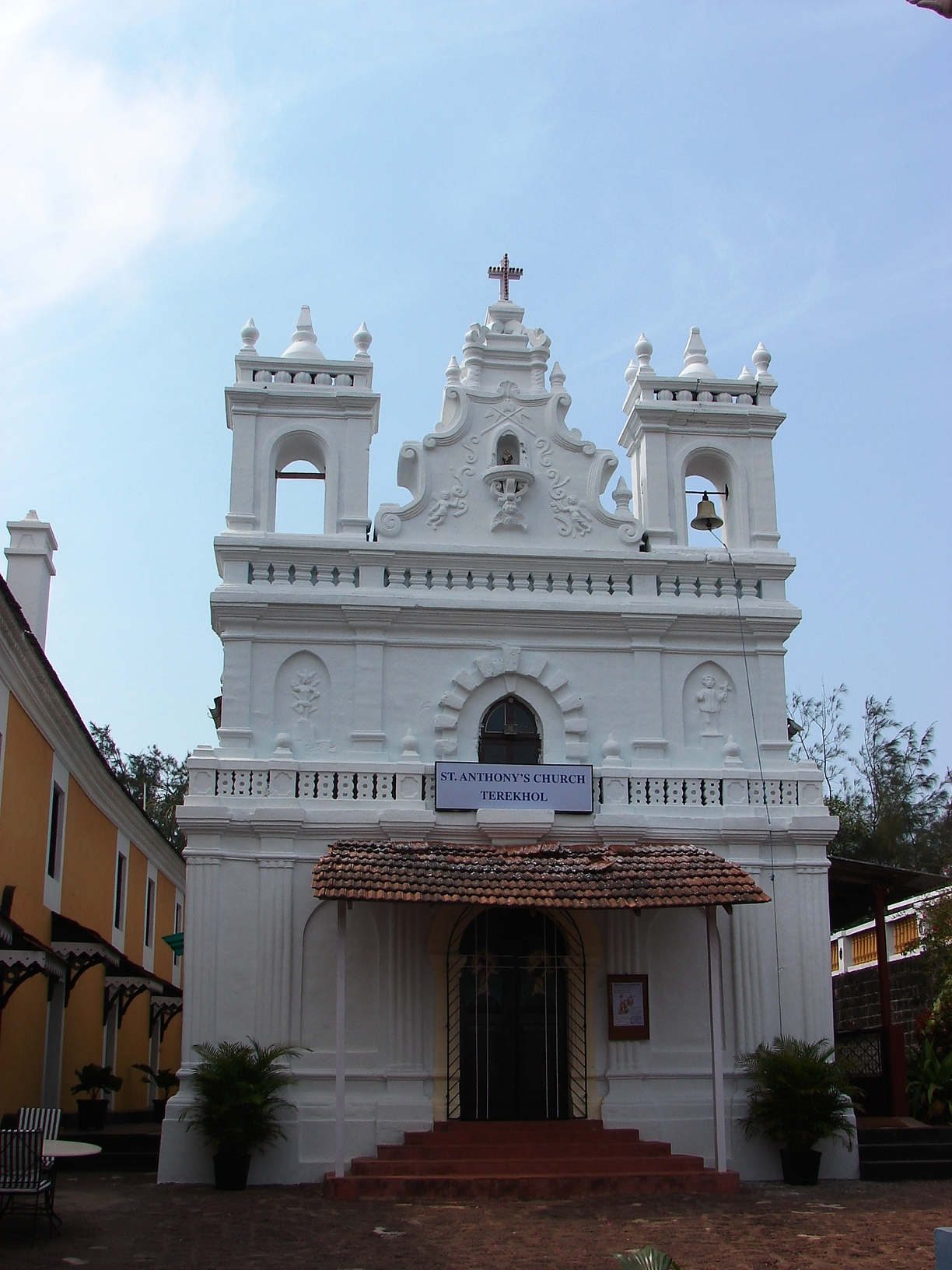
Igreja de Santo António de Tiracol

O Forte de Tiracol, ou Forte de Terekhol, é uma fortaleza de defesa costeira localizada na aldeia de Tiracol, junto à foz do rio Terekhol, na taluka de Pernem, no extremo norte do Estado de Goa. O forte foi severamente bombardeado e deixado em ruínas em 1825, mas a igreja de Santo António, localizada na sua esplanada, foi reconstruída. Actualmente parte do forte foi adaptado a hotelaria.

## História
O forte foi construído no século XVII por ordem do marajá Khem Sawunt Bhonsle, então rajá de Sawantwadi (Sawunt Warree) da dinastia dos Bounsoló (Bhonsle ou Bhonsla), para defender a entrada do rio Terekhol. Embora não se conheçam vestígios ou evidências documentais, é possível que no local já existisse uma estrutura defensiva, dada a sua importância estratégica no controlo e taxação das embarcações que demandavam o rio.
A fortaleza foi capturada por forças portuguesas comandadas pelo 44.º vice-rei do Estado Português da Índia, D. Pedro Miguel de Almeida Portugal e Vasconcelos, marquês de Castelo Novo, em 23 de Novembro de 1746, que fez erguer em seu interior uma capela dedicada à Santíssima Trindade.
Nesse mesmo ano D. Pedro Miguel de Almeida, que em 1764 mandou reparar e ampliar a estrutura existente, transformando-a num dos mais importantes pontos fortes de controlo costeiro da colónia portuguesa de Goa, marcando o extremo norte da expansão portuguesa ao longo da costa, 42 km a norte de Pangim. A fortaleza passou a controlar um pequeno enclave, com apenas cerca de 3 km² na margem direita do rio Arondem, importante na definição da fronteira entre a possessão portuguesa e as terras governadas pela dinastia hindu Bhonsle a norte e leste.
Embora relativamente pequeno, instalada numa colina costeira, com ampla vista sobre o Mar Arábico, o forte de Tiracol transformou-se numa estrutura imponente, com um pano de muralhas massivo, coroado por torreões e guaritas.
Em 17 de Fevereiro de 1819 um tratado assinado pelo rajá Khaim Sawunt Bhonsle, de Sawunt Warree, reconheceu a autoridade britânica nos seus domínios, o que extinguiu a importância estratégica deste forte, já que o mesmo passou a ser um enclave em território controlado pelos aliados britânicos.
No século XIX a capela existente no interior do forte foi elevada a igreja e colocada sob a invocação de Santo António.
Finda a Guerra Civil Portuguesa (1828-1834), em 1835, um levantamento militar impediu a consolidação do governo do prefeito (nome dado pelo regime do vintismo ao vice-rei) Bernardo Peres da Silva, o primeiro e único governador goês nos 451 anos de presença portuguesa em Goa, as tropas que lhe estavam afectas refugiaram-se no Forte, que foi cercado, bombardeado e destruído. Os seus defensores, maioritariamente forças goesas apoiantes do prefeito recém-empossado, foram massacrados por ordem do governador militar Fortunato de Melo.
No século XX, a partir da independência da Índia em 1947, mas em especial em fins da década de 1950, quando as relações entre Portugal e a União Indiana se deterioraram em resultado da recusa portuguesa de negociar o futuro do Estado da Índia, o forte retomou alguma importância devido às frequentes incursões de forças nacionalistas indianas que, por poucas horas o ocupavam, e nos seus muros içavam a bandeira indiana.
A igreja de Santo António, situada no seu interior, foi reconstruída, continuando a servir de local de romaria em Maio de cada ano.
De pequenas dimensões, as dependências do forte foram recentemente recuperadas e requalificadas como unidade hoteleira, com o nome de Hotel Tiracol Fort Heritage, oferecendo dez quartos e um restaurante. A igreja de Santo António foi também objecto de requalificação.

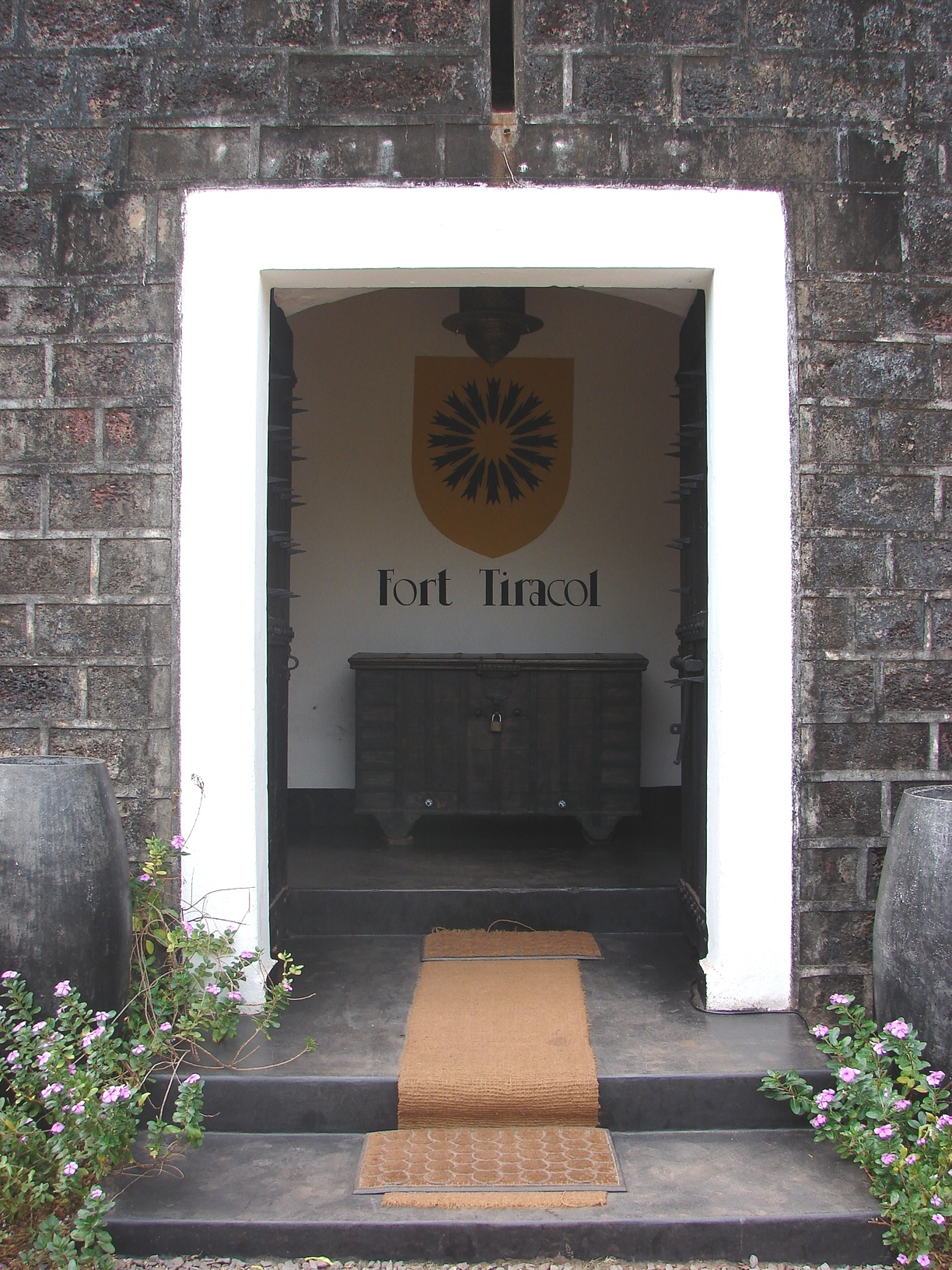
A entrada para o forte
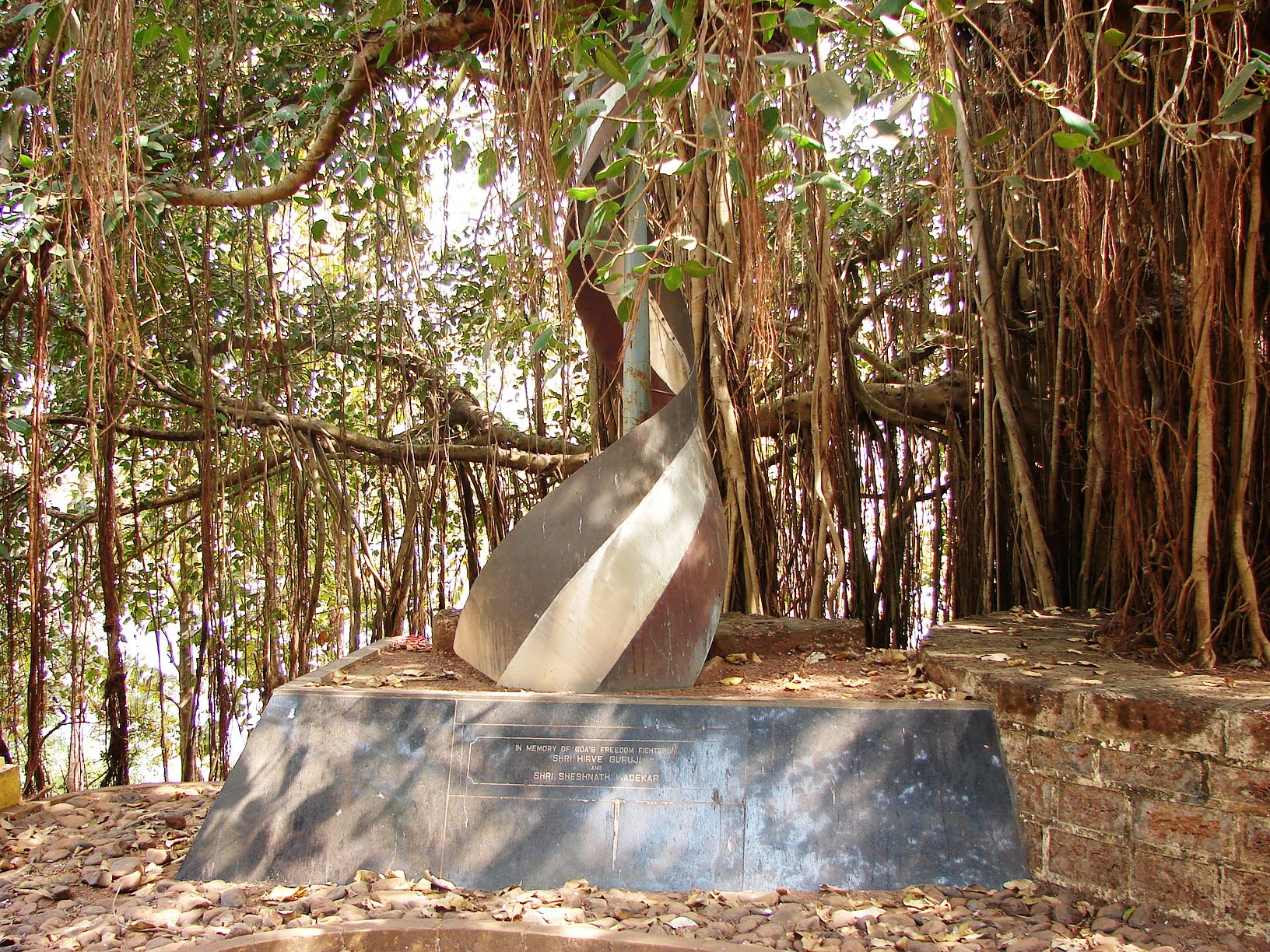
Memorial aos Combatentes da Liberdade de Goa
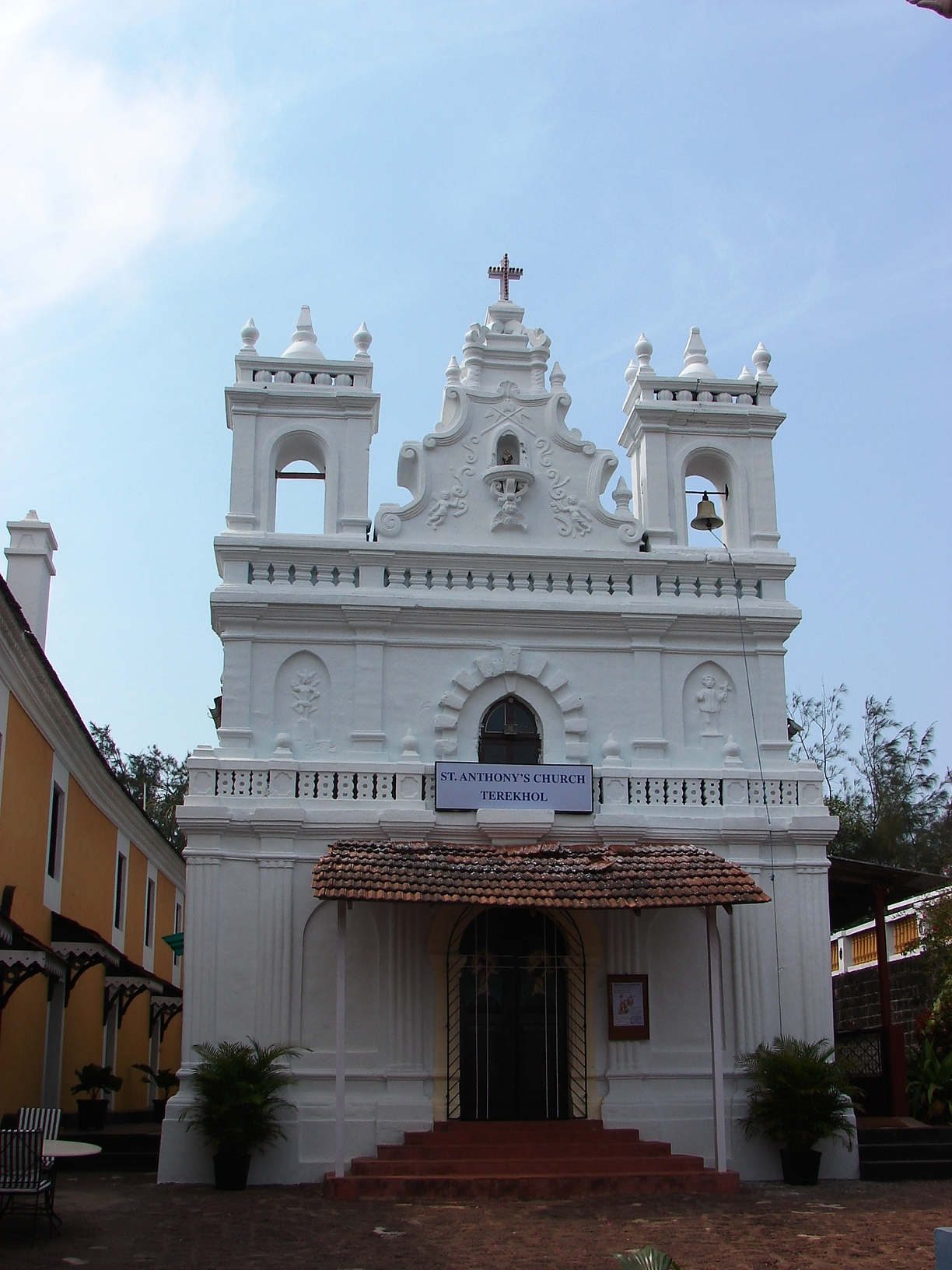
Igreja de Santo António
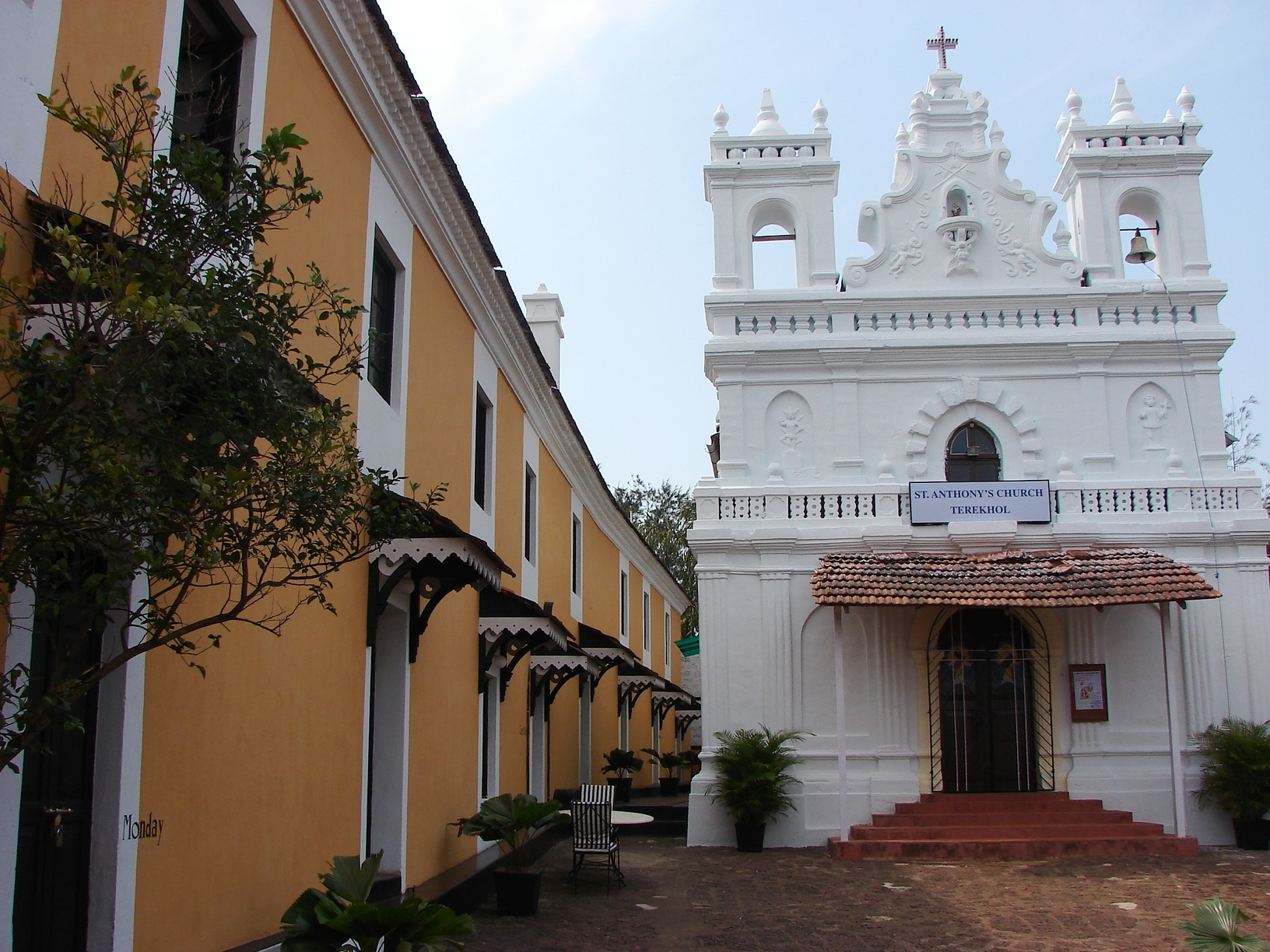
Igreja de Santo António
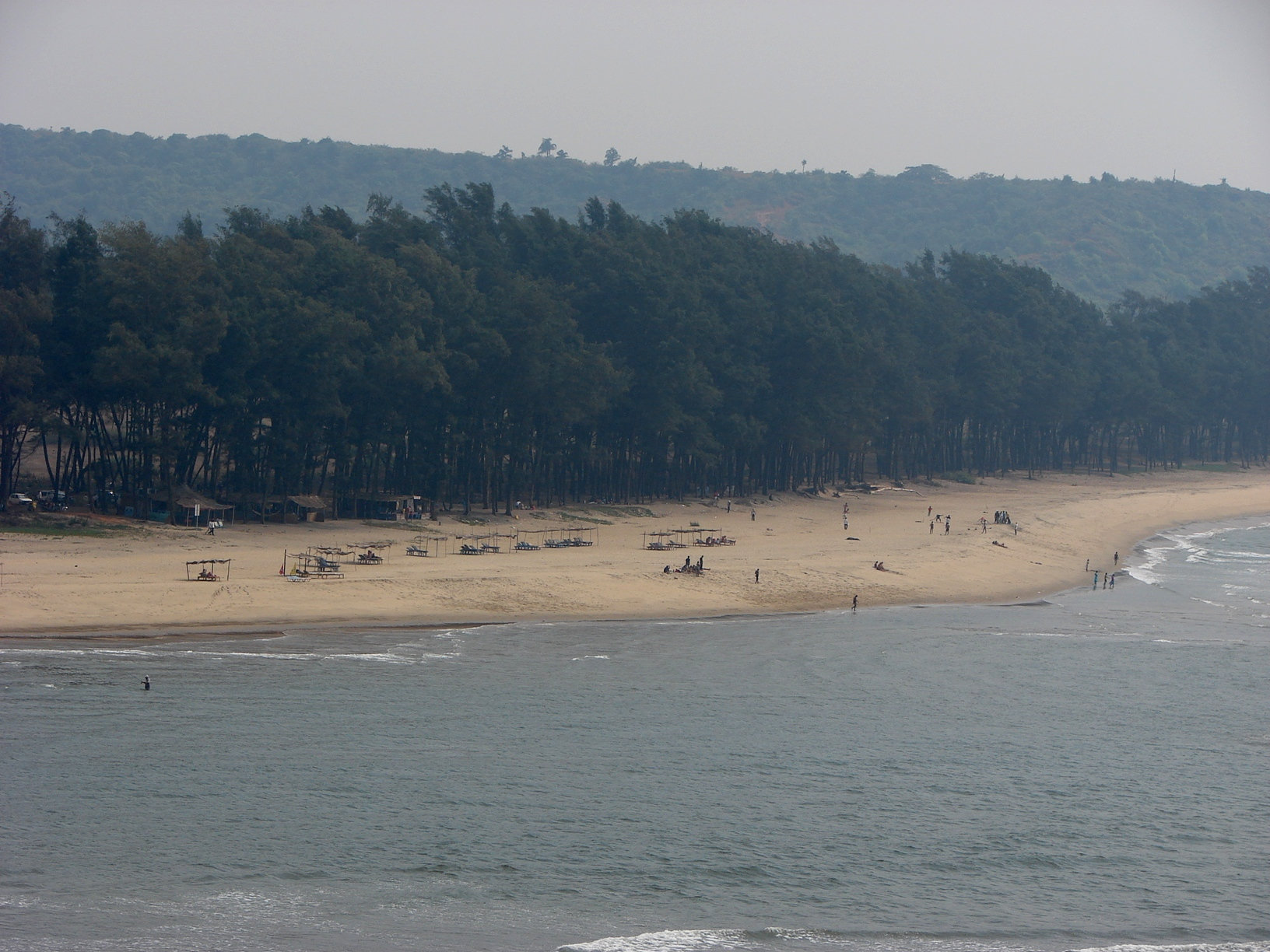
Litoral em Terekhol